# 歌謡曲 (とんねるずの曲)
「歌謡曲」（かようきょく）は、1986年1月21日に発売されたとんねるず6枚目のシングル。1993年9月22日に8cmCDで再発売。

## 概要
前作「雨の西麻布」と同じくムード歌謡路線で前作を踏襲している。メロディはサザンオールスターズの「チャコの海岸物語」のオマージュ要素が濃く、歌詞の「アチャコ」はチャコのもじり。
サビの「おまえのすべて」という部分はザ・カーナビーツの「好きさ好きさ好きさ」のオマージュ。音楽番組では石橋がアイ高野のモノマネで歌い、メロディを模倣することがあった。振り付けはサビのマンボ・ステップが特徴的である。

## 収録曲

### オリジナル盤
1. 歌謡曲
  - 作詞：秋元康　作曲：見岳章　編曲：水谷公生
2. 落ちて滑って不合格
  - 作詞：秋元康　作曲・編曲：見岳章

### 再発盤
1. 雨の西麻布
  - 作詞：秋元康　作曲：見岳章　編曲：高田弘
2. 歌謡曲
  - 作詞：秋元康　作曲：見岳章　編曲：水谷公生

## 受賞
- ニッポン放送・銀座音楽祭　特別賞
- テレビ東京・メガロポリス歌謡祭　特別賞
- テレビ朝日・あなたが選ぶ全日本歌謡音楽祭 特別賞